# Sauliac-sur-Célé
Sauliac-sur-Célé ist eine französische Gemeinde mit 116 Einwohnern (Stand: 1. Januar 2022) im Département Lot in der Region Okzitanien. Sie gehört zum Arrondissement Figeac und zum Kanton Causse et Vallées.
Nachbargemeinden sind Orniac im Nordwesten, Blars im Norden, Marcilhac-sur-Célé im Osten, Larnagol im Südosten, Saint-Martin-Labouval im Süden, Tour-de-Faure im Südwesten und Cabrerets im Westen.

## Bevölkerungsentwicklung
| Jahr      | 1962 | 1968 | 1975 | 1982 | 1990 | 1999 | 2008 | 2018 |
| --------- | ---- | ---- | ---- | ---- | ---- | ---- | ---- | ---- |
| Einwohner | 144  | 125  | 80   | 106  | 85   | 92   | 110  | 120  |

Dolmen Mas de Galdot oder Dolmen de la Pierre-Levee des Pouzols
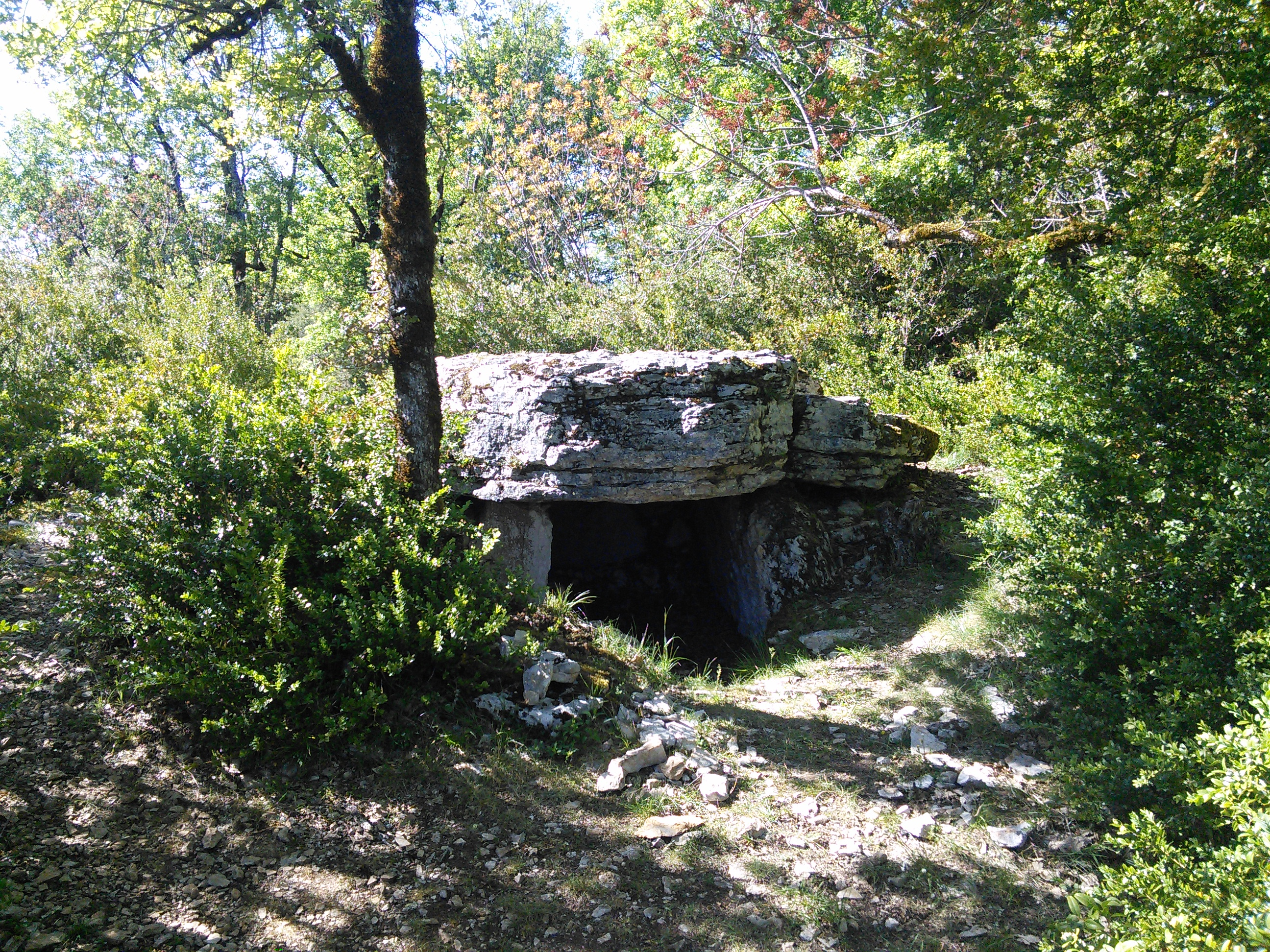
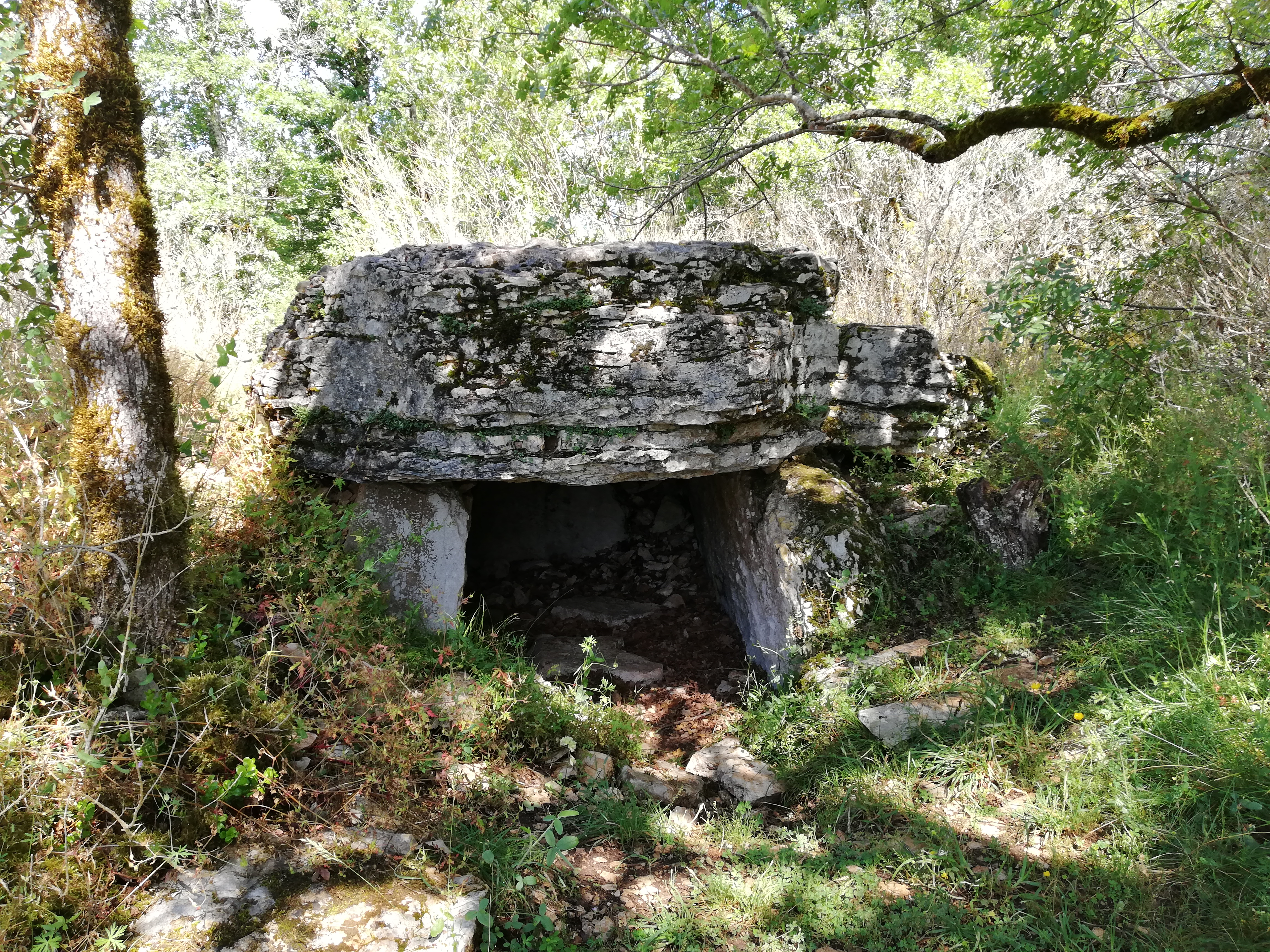
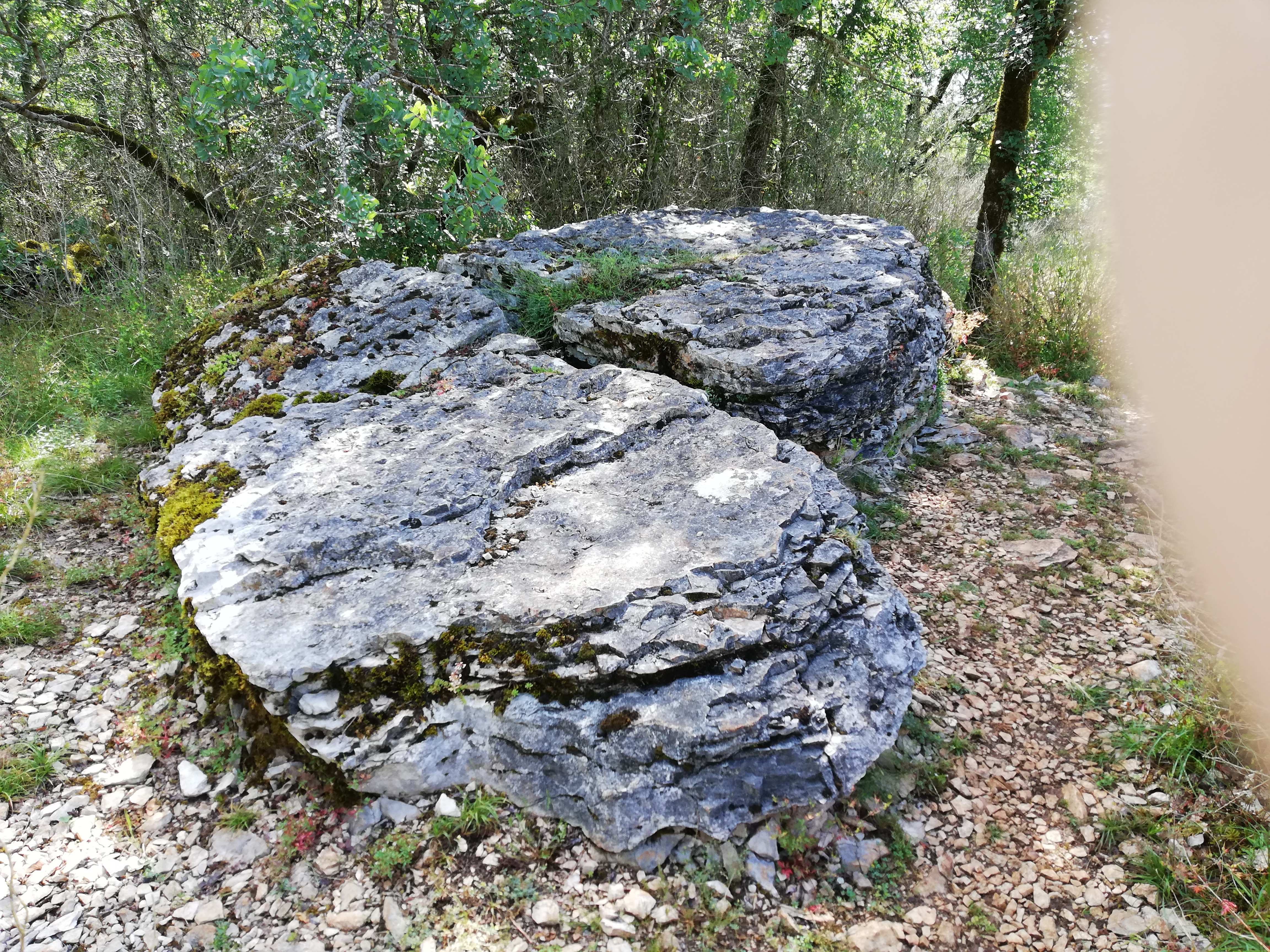

## Sehenswürdigkeiten

Schloss Géniez

- Schloss Géniez